# Linosiphon asperulophagum
Linosiphon asperulophagum är en insektsart. Linosiphon asperulophagum ingår i släktet Linosiphon och familjen långrörsbladlöss. Inga underarter finns listade i Catalogue of Life.